# Acantholimon brecklei
Acantholimon brecklei är en triftväxtart som beskrevs av Karl Heinz Rechinger och Schiman-czeika. Acantholimon brecklei ingår i släktet Acantholimon och familjen triftväxter. Inga underarter finns listade i Catalogue of Life.